# Chiosco crepitante
Il padiglione cinese (in russo Китайская беседка?, Kitajskaja besedka, letteralmente "gazebo cinese"), più noto come chiosco crepitante (in russo Скрипучая беседка?, Skripučaja besedka), è un capriccio architettonico situato a Carskoe Selo, in Russia. L'edificio si trova all'entrata del villaggio cinese, un complesso architettonico orientalizzante situato presso il palazzo di Caterina nella città di Puškin.
Il nome dell'edificio si riferisce al suono cigolante prodotto dalla banderuola di metallo posta sulla sua sommità quanto viene colpita dal vento.

## Storia

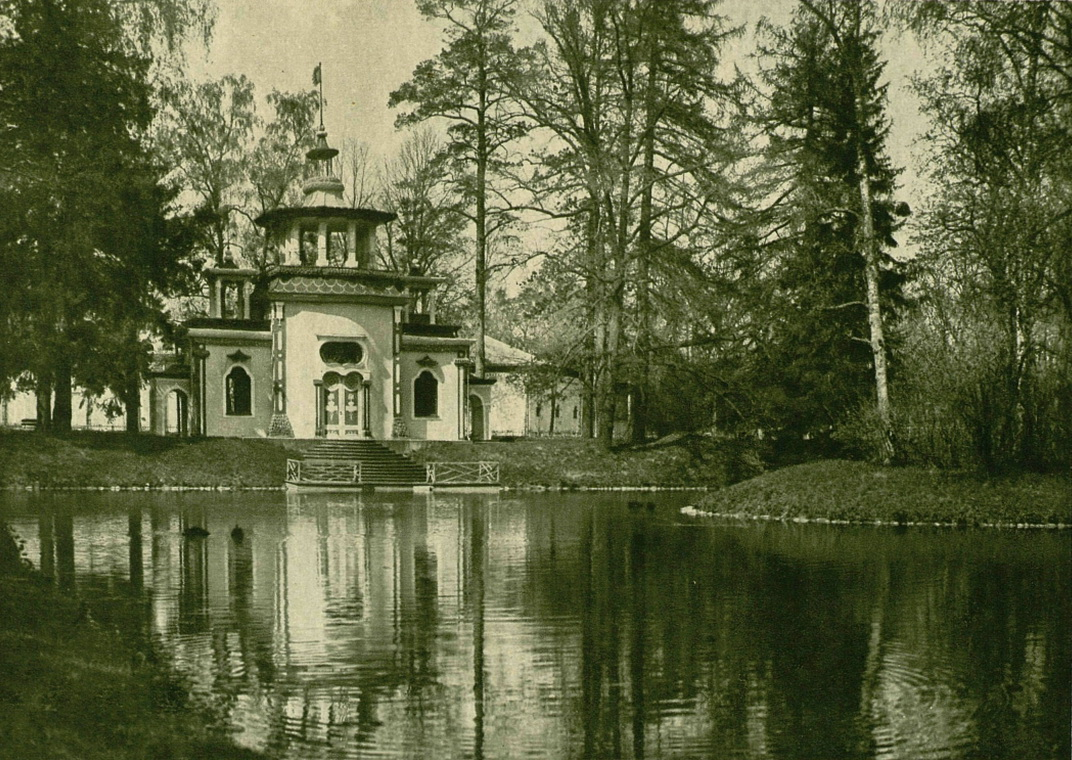
Il padiglione cinese nel 1912.

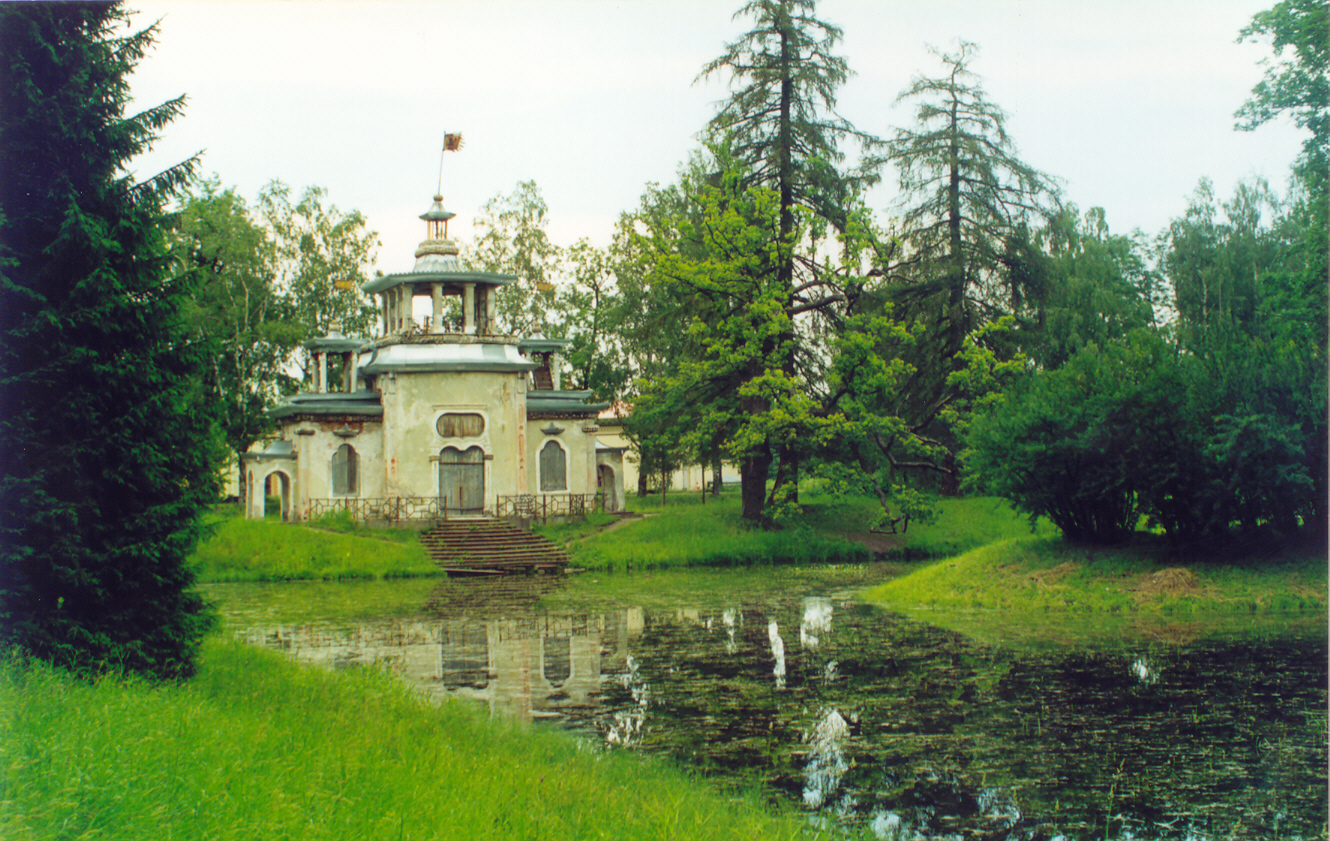
Il padiglione cinese nel 2004, prima della fine dei lavori di restauro.

Il gusto di Caterina II per la cultura cinese si riflette nelle cineserie del parco di Alessandro, incluso il chiosco crepitante. La pagoda venne costruita dal 1778 al 1786, in concomitanza con l'inizio dei lavori per la costruzione del villaggio cinese (il quale, tuttavia, sarà completato solo dopo la morte di Caterina II). Si ritiene che il progetto originale sia di Georg Friedrich Veldten (noto in Russia come Jurij Fel'ten) e che ai lavori abbiano partecipato gli architetti Il'ja Neelov e Antonio Rinaldi.
Già rovinata per la deteriorazione della pittura murale e delle decorazioni, la struttura venne danneggiata durante la seconda guerra mondiale, ma venne restaurata tra il 1954 ed il 1956. I restauratori, tra i quali Anatolij Treskin, hanno lavorato soprattutto sulle sculture lignee, in granito e marmo ed hanno ricreato la maggior parte delle parti perse partendo da dei nuovi bozzetti. Sono stati rinnovati il soffitto della sala principale e quello del primo piano, così come le sculture dei draghi agli angoli del tetto, in origine realizzati dallo scultore di origine francese Pavel Brioullo. Una serie di geroglifici sulla porta d'accesso fu sostituita con un testo in caratteri cinesi con su scritto "benvenuto". Tuttavia, il padiglione cinese si rovinò nuovamente, pertanto fu necessario un nuovo restauro.
I lavori per il nuovo restauro sarebbero dovuti iniziare nel 1992, ma vennero posticipati al 1997 a causa delle difficoltà finanziarie dell'epoca nel bilancio dello stato russo. Il tetto della casa estiva cinese venne sostituito da uno nuovo in zinco. 

## Descrizione

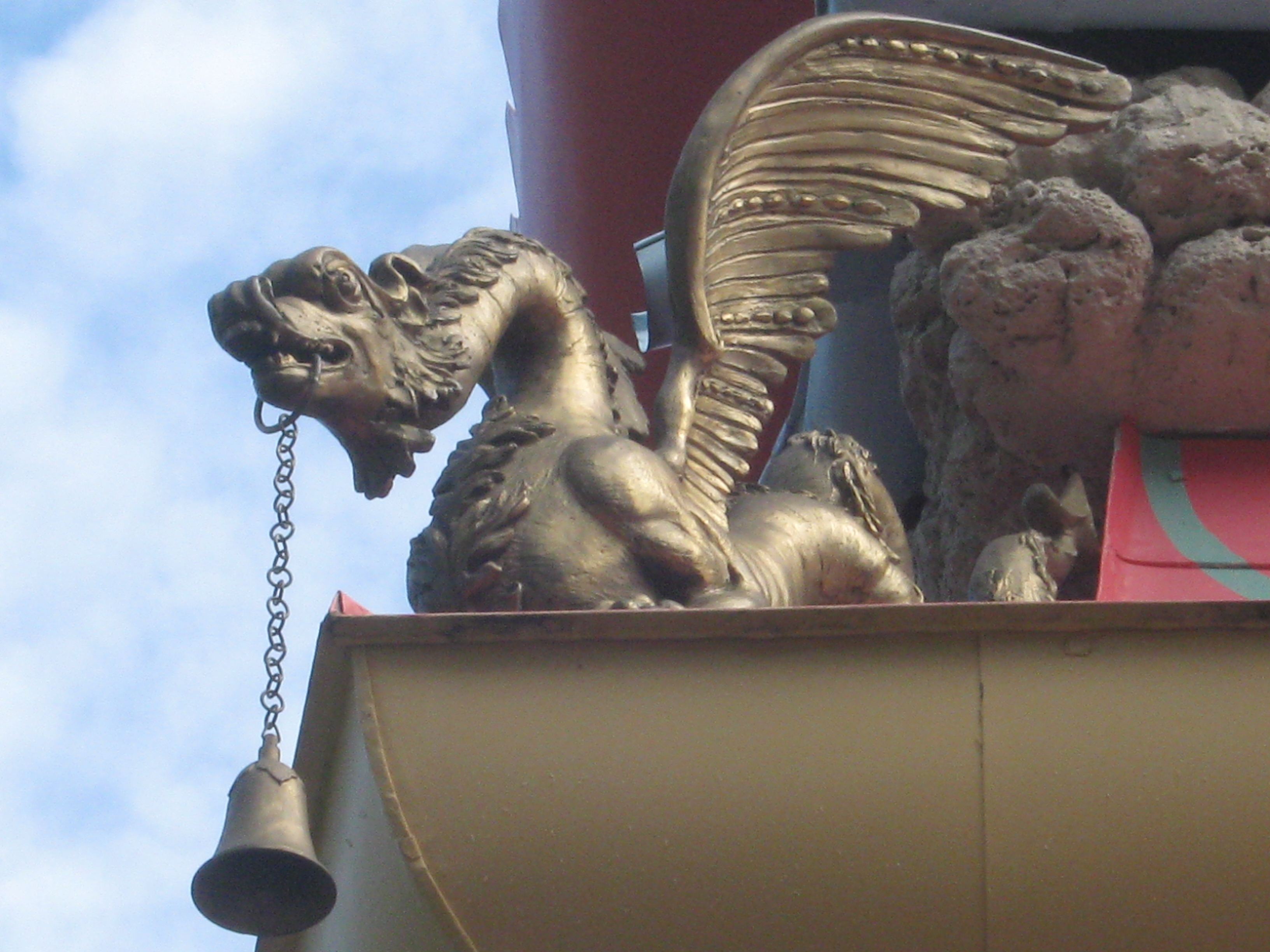
Uno dei draghi scolpiti da Pavel Ivanovič Brjullo.

Situato su un istmo stretto tra due laghetti, il padiglione è allungato in senso longitudinale. L'edificio presenta dei plinti in tufo, delle finestre e delle campate scolpite e dei capitelli pittoreschi. Il tetto in stile cinese (con gli angoli rialzati) è decorato con dei draghi in legno dorato originariamente scolpiti da Pavel Brjullo.
Nel 1782 i lavori dei rivestimenti in gesso a imitazione del marmo furono diretti dal maestro Bernaskoni. La decorazione interna e quella esterna vennero realizzate nel 1788.
Sopra gli spazi laterali del padiglione sorgono delle terrazze che presentano una struttura il cui tetto è sostenuto da delle colonne quadrangolari e presenta una banderuola. Le mura esterne della struttura sono dipinte in modo da imitare la forma e il colore del marmo. Infine, una scalinata di dodici gradini di pietra porta ad uno dei laghetti.